# 溝淵松太郎
溝淵 松太郎（みぞぶち まつたろう、1886年〈明治19年〉1月6日 - 1954年〈昭和29年〉8月28日）は、大正から昭和期の農民運動家、政治家。衆議院議員。

## 経歴
香川県三木郡平井村（木田郡平井村、平井町を経て現三木町）で小作農家の長男として生まれる。
1922年（大正11年）1月、小作人組合を組織して小作人の待遇改善に尽力。1923年（大正12年）9月、日本農民組合平井支部を結成し支部長に就任。その後、日農香川県連合会執行委員に就任。1927年（昭和2年）9月の第1回香川県会議員普通選挙に労働農民党から出馬して当選。平野市太郎、古川藤吉、中村康三と労農党香川県議団を結成した。1928年（昭和3年）三・一五事件で逮捕され、同年4月に県議の辞職を強制されたが、1937年（昭和12年）2月の県議選木田郡補欠選挙で再選され、1939年（昭和14年）の県議選でも社会大衆党から出馬して再選された。
1946年（昭和21年）2月、香川県農地改革推進協議会委員となる。同年4月に前川正一を顧問として結成された日農香川県連合会の会長に就任した。同月の第22回衆議院議員総選挙で香川県全県区から日本社会党公認で立候補して落選。1947年（昭和22年）4月の第23回総選挙で香川県第1区から出馬して当選しし、衆議院議員に1期在任した。次の第24回総選挙に立候補したが落選した。
その他、平井町農業会長、香川県農業会理事などを務めた。